# 612. pr. Kr.
◄ | 8. stoljeće pr. Kr. | 7. stoljeće pr. Kr. | 6. stoljeće pr. Kr. | ►
◄ | 640-ih pr. Kr. | 630-ih pr. Kr. | 620-ih pr. Kr. | 610-ih pr. Kr. | 600-ih pr. Kr. | 590-ih pr. Kr. | 580-ih pr. Kr. | ►
◄◄ | ◄ | 615. pr. Kr. | 614. pr. Kr. | 613. pr. Kr. | 612 pr. Kr. | 611. pr. Kr. | 610. pr. Kr. | 609. pr. Kr. | ► | ►►
Astronomija

## Događaji
- Medijski kralj Kijaksar i njegov babilonski saveznik kralj Nabopolasar osvajaju asirski glavni grad Ninivu, što je označilo kraj Novoasirskog Carstva.